# Chrysopidia yangi
Chrysopidia yangi là một loài côn trùng trong họ Chrysopidae thuộc bộ Neuroptera. Loài này được X.-k. Yang & Lin miêu tả năm 1997.